# Banco Cruzeiro do Sul
O Banco Cruzeiro do Sul foi um banco múltiplo privado brasileiro. Sua falência foi decretada no dia 11 de agosto de 2015.

## História
Foi fundado em agosto de 1989 a partir da empresa Cruzeiro DTVM do Grupo Pullman, dona do grupo Pão Americano. Em 1993, a família Indio da Costa adquiriu o Banco Cruzeiro do Sul do Grupo Pullman. Em 1994, o Banco Cruzeiro do Sul foi nomeado como agente do Banco Nacional de Desenvolvimento Econômico e Social (BNDES) para operar no mercado de crédito de longo prazo, concedendo a empresas empréstimos para capital de giro e investimentos, inclusive empréstimos por meio do FINAME, uma subsidiária do BNDES especializada em financiamento de bens de capital.
Em 2002, o Banco Cruzeiro do Sul deixou de atuar como agente do BNDES.
Em 2003, o banco foi nomeado dealer especialista oficial do Banco Central para negociação dos títulos do Tesouro Nacional nos mercados secundário e de derivativos. O papel do Banco Cruzeiro do Sul era atuar como intermediário entre o Banco Central e o mercado na compra e venda de títulos pós-fixados. Em 2004, o Banco Cruzeiro do Sul começou a operar no segmento de crédito para empresas de médio porte, oferecendo empréstimos atrelados a recebíveis para fornecedores de produtos e serviços a grandes empresas brasileiras.
Desde 2003, o Banco Cruzeiro do Sul passou a atuar também no segmento de crédito para empresas de médio porte (middle market), oferecendo a empresas selecionadas crédito de curto prazo, usualmente atrelado a recebíveis. Em 31 de março de 2007, o Banco possuía 142 clientes nesse segmento de crédito e uma carteira de R$214,7 milhões.
Em 2004, o Banco Cruzeiro do Sul ingressou no segmento de crédito consignado para aposentados e pensionistas do Instituto Nacional de Seguridade Social (INSS) e, em 2005, lançou um cartão de crédito que utiliza o mesmo método de cobrança do crédito consignado.
Em 2011, teve sua nota de classificação de risco rebaixada pela agência de rating Moody's, em razão de dificuldades de captação de recursos.
Em 4 de junho de 2012, o Banco Central do Brasil decretou intervenção no Banco Cruzeiro do Sul. Os controladores, da família Indio da Costa, foram afastados e a gestão passou ao Fundo Garantidor de Crédito (FGC), sob o Regime de Administração Especial Temporária por 180 dias. O Banco Central comunicou à imprensa que o motivo foi a identificação de um rombo de R$ 1.3 bilhão, resultando num patrimônio Líquido negativo de R$ 150 milhões, provocado por créditos fictícios. Em 18 de junho, o Banco Central anunciou a formação de uma Comissão de Inquérito para investigar o banco e suas empresas controladas, que deverá apresentar conclusões em 120 dias.
Em setembro de 2012, após as negociações com o Santander terem fracassado, o Banco Cruzeiro do Sul foi liquidado pelo Banco Central. Na prática, a liquidação significava que o banco seria fechado. Em comunicado, o BC disse que "continuará tomando todas as medidas cabíveis para apurar as responsabilidades (do rombo financeiro), nos termos de suas competências legais". E acrescentou que, "nos termos da lei, permanecem indisponíveis os bens dos controladores e dos ex-administradores do Banco Cruzeiro do Sul da familia Indio da Costa. Estão sob esta condição a controladora do Banco Cruzeiro do Sul (Cruzeiro do Sul Holding Financeira) e as empresas Cruzeiro do Sul S.A Corretora de Valores e Mercadorias, Cruzeiro do Sul S.A. DTVM e Cruzeiro do Sul Companhia Securitizadora de Créditos Financeiros, que também se encontravam submetidas ao Regime de Administração Especial Temporária (RAET).
No dia 11 de agosto de 2015, foi decretada pela Segunda Vara de Falências e Recuperações Judiciais da Comarca de São Paulo, a falência do Banco Cruzeiro do Sul.